# Valado dos Frades

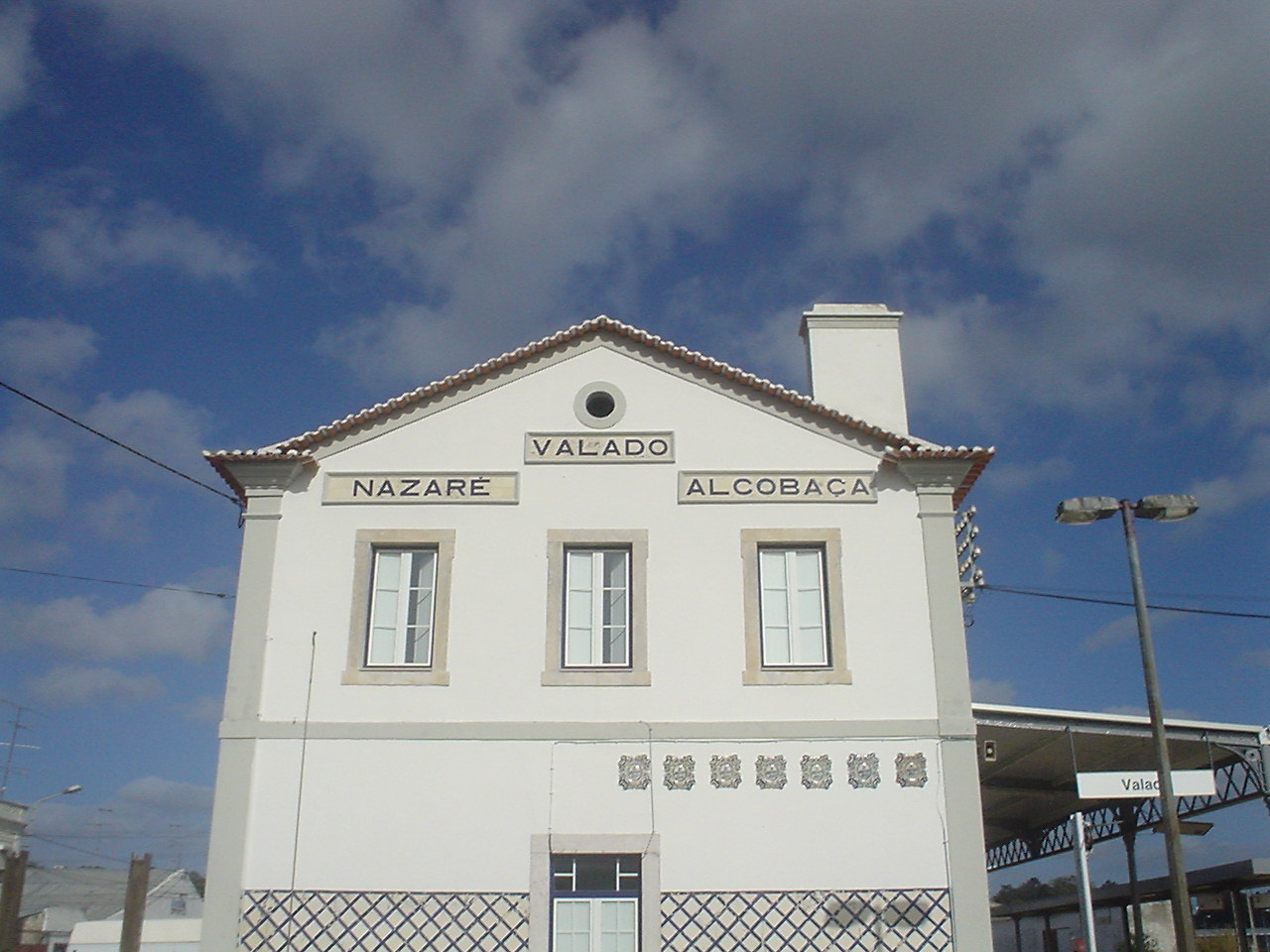
Bahnhof von Valado

Valado dos Frades ist eine portugiesische Gemeinde (Freguesia) im Kreis Nazaré im Distrikt Leiria, in der historischen Provinz Estremadura gelegen. Sie besitzt die Stadtrechte (Vila). Valado dos Frades hat 2823 Einwohner (Stand 19. April 2021) und ist 18,5 km² groß.

## Geschichte
Valado dos Frades liegt jeweils sechs Kilometer von Nazaré und Alcobaça entfernt und geht zurück auf eine schon im 12. Jahrhundert begonnene Besiedlung durch die Mönche der Abtei von Alcobaça. Damals erstreckte sich noch die Lagune von Pederneira bis kurz vor die Tore Alcobaças, befand sich aber in seinen Randzonen bereits im Zustand der Verlandung, so auch im Bereich der heutigen Stadt Valado dos Frades, wo am nördlichen Ufer der Lagune die Mönche einen Meierhof gegründet hatten, die Quinta do Valado, und die Trockenlegung der Sümpfe betrieben. Von hier stammt auch der Name, wobei Valado sowohl auf den portugiesischen Wortstamm vala für Graben als auch auf den lateinischen von vallum/vallus für Pfahl, Wall deutet, so dass Valado dos Frades sinngemäß für Moorgräben der Mönche steht.

## Quinta do Campo
Aus der Quinta de Valado wurde die Quinta do Campo, in der die Abtei von Alcobaça bereits im 14. Jahrhundert eine Schule für Landwirtschaft und Wasserbau betrieb. Von hier aus wirkten die Mönche über ihr eigentliches Herrschaftsgebiet, die Coutos de Alcobaça, hinaus bei der Trockenlegung der Sümpfe im ganzen Lande mit. Die Quinta do Campo ist der einzige in seiner ursprünglichen Struktur noch heute erhaltene Meierhof (granja) der ehemaligen Abtei. Sie dient nunmehr touristischen Zwecken.

## Gegenwart
Heute ist Valado dos Frades eine kleine Stadt mit einer florierenden Keramik- und Porzellanindustrie aber auch noch mit einer bedeutenden Landwirtschaft, die die von den Mönchen gewonnenen fruchtbaren Böden, immer noch von vielen Gräben durchzogen, mit Obst- und Gemüseanbau nutzt. Sie verfügt seit 1887 über den einzigen Bahnanschluss der Region. Über ihn kamen bis zu Beginn des 20. Jahrhunderts viele Pilger nach Nazaré zum Heiligtum der Nossa Senhora da Nazaré, der bis dahin seit dem Mittelalter bedeutendsten Marienwallfahrtstätte Portugals.